# 菲耶尔河畔欧特维尔
菲耶爾河畔欧特维尔（法語：Hauteville-sur-Fier，法語發音：[otvil syʁ fjɛʁ]）是法国上萨瓦省的一个市镇，位于该省西部偏南，属于阿讷西区。

## 地理
菲耶尔河畔欧特维尔（45°54'13"N, 5°58'30"E）面积4.9 平方千米，位于法国奥弗涅-罗讷-阿尔卑斯大区上萨瓦省，该省份为法国东部省份，历史上为薩伏依的一部分，北与瑞士接壤，西接安省，南至萨瓦省，东与瑞士和意大利接壤。
与菲耶尔河畔欧特维尔接壤的市镇（或旧市镇、城区）包括：埃泰尔西、马尔塞拉阿尔巴奈、圣厄塞布、萨勒、沃村、菲耶尔河畔瓦利耶尔。
菲耶尔河畔欧特维尔的时区为UTC+01:00、UTC+02:00（夏令时）。

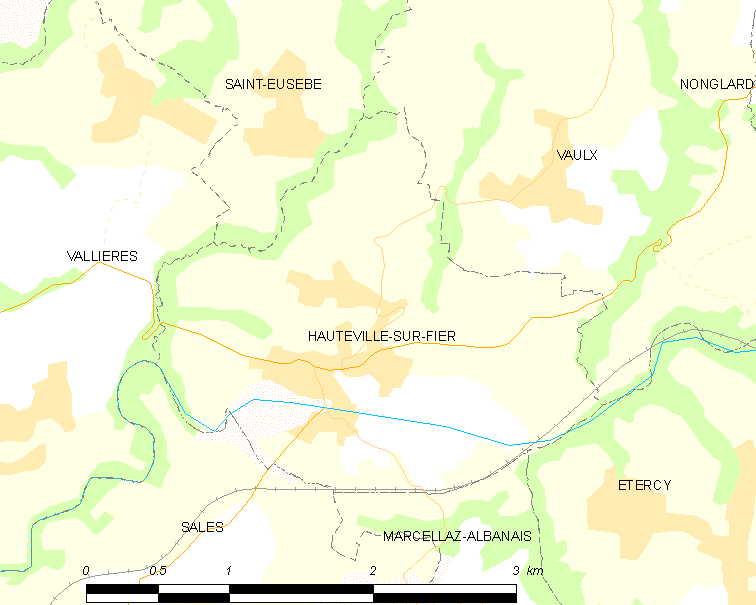
菲耶尔河畔欧特维尔的OSM定位图

## 行政
菲耶尔河畔欧特维尔的邮政编码为74150，INSEE市镇编码为74141。

## 政治
菲耶尔河畔欧特维尔所属的省级选区为吕米伊县。

## 交通
上萨瓦省省道D3线和D14线经过菲耶尔河畔欧特维尔境内，有客运巴士前往省会阿讷西。

## 人口

1962-2008年间菲耶尔河畔欧特维尔人口变化图示

菲耶尔河畔欧特维尔于2022年1月1日时的人口数量为1074人。